# Carmen Coulombe
Pour les articles homonymes, voir Coulombe.
Carmen Coulombe, née en 1946 à Courcelles et morte le 24 janvier 2008 à Montréal, est une artiste et enseignante canadienne. 

## Biographie
Né à Courcelles, Coulombe étudie l'art à l'École des beaux-arts de Québec jusqu'en 1971. Elle devient enseignante certifiée en 1972 alors qu'elle fréquente l'Université Laval. Connue surtout pour ses estampes et ses dessins à petite échelle, elle expose principalement à Montréal, mais elle a attire une plus grande attention au début des années 1980 en raison de sa participation à une exposition collective d'art féministe. En 1972, elle fait partie du groupe d’artistes qui met sur pied à Québec, l’Atelier de réalisations graphiques, aujourd’hui Engramme. Son exposition individuelle Racket Story, inaugure la galerie de l’Atelier en 1973. Carmen Coulombe enseigne le dessin et le croquis en scénographie au Conservatoire d’art dramatique de Québec pendant près de 30 ans.  
Ses œuvres sont présentées par la suite dans divers musées et galeries d’art au Canada, en Europe et aux États-Unis, notamment dans le cadre d’expositions collectives organisées au Musée d’art contemporain de Montréal, dont L’estampe au Québec 1970-1980 (1980), Art et féminisme (1982) et Déclics – Art et société (1999).

## Musées et collections publiques
- Bibliothèque et Archives nationales du Québec[6]
- Carleton University Art Gallery
- Musée de Lachine
- Musée des beaux-arts de Montréal
- Musée national des beaux-arts du Québec[7]